# Wang Shixiang
Wang Shixiang (Hanzi: 王世襄 pinyin: wáng shìxiāng) (Peking, 25 mei 1914 - 28 november 2009) was een Chinees onderzoeker van traditionele Chinese cultuur, vooraanstaand kunstverzamelaar, dichter en Hanzi-kalligraaf.

## Leven

### Jeugd
Wang werd geboren in een welvarende familie. Zo was zijn vader diplomaat en was het zijn moeder mogelijk geweest om in het buitenland te studeren. Zijn voorouders dienden drie generaties aan het hof van de Chinese Qing-dynastie. Zijn herkomst wordt beschreven als een van de redenen voor zijn talent en fijngevoeligheid voor het herkennen van elementen uit de klassieke Chinese cultuur. Vanaf zijn puberteit tot de leeftijd van ca. 25 jaar leidde hij het leven van een dandy; hij ging bijvoorbeeld niet naar school, hield van straatspelen als krekelgevechten en het fokken en trainen van duiven en adelaars. Toen op zijn vijfentwintigste zijn moeder overleed, veranderde zijn leven radicaal. Hij liet het losbollige leven achter zich en ging zich bezighouden met studie en schrijven.
Zijn kunstverzameling vormde al tijdens zijn leven een inspiratiebron voor ambachtslieden en wetenschappers wereldwijd. Tijdens de Culturele Revolutie (1966-1976) werd zijn verzameling in beslag genomen door de Chinese autoriteiten. Na afloop van de revolutie werd zijn verzameling weer teruggegeven. Anno 2003 maakt zijn verzameling deel uit van het Chinese nationale erfgoed.
Zijn leven lang bleef hij een verwoed fan van duiven. In Engelse werken als Beijing Pigeon Whistles uit 1999 schreef hij over zijn passie. Toen hem de Prins Claus Prijs in 2003 in Peking werd uitgereikt werden enkele duiven losgelaten als geste naar de laureaat.

### Loopbaan
Wang begon zijn loopbaan na afloop van de Tweede Chinees-Japanse Oorlog (1937-1945). Hij werkte in deze tijd aan het Paleismuseum in de Verboden Stad in Peking en werd later lid van het prestigieuze Centrale Onderzoeksinstituut voor Cultuur en Geschiedenis.
Later werd hij onderzoeker voor het Staatsbestuur voor Cultureel Erfgoed. Gedurende de jaren tachtig leverde hij regelmatig bijdragen aan de krant China Daily. Maar ook via andere kanalen publiceerde hij veel over het onderzoek dat hij verrichtte, zoals in tientallen boeken die hij naliet. Zijn publicaties zijn in sommige gevallen de enige beschikbare informatie over bepaalde onderwerpen.

## Werk
Wang werd internationaal bekend vanwege zijn uitgebreide studie naar een breed scala aan culturele relikwieën, kunstvoorwerpen en uitingen, waaronder meubels, Chinese lakkunst, bamboehoutsnijwerk, duivenfluitjes, een groot aantal traditionele ambachten en muziek. Zijn kennis strekt zich uit van alledaagse zaken tot esoterie, van Chinese manuscripten en objecten tot niet tastbare culturele zaken.
Bij elkaar publiceerde hij meer dan veertig boeken. Het boek Classic Chinese Furniture: Ming and Early Qing Dynasties wordt beschouwd als zijn meest invloedrijke werk. Het is een nauwgezet en precies werk dat al zijn studie omvat die hij verrichtte naar Chinees meubilair.